# Top Spin 2
Top Spin 2 é o segundo jogo da série Top Spin desenvolvida pela PAM Development e Indie Built e publicado pela 2K Sports para o Nintendo DS, Game Boy Advance e Xbox 360, a versão de Windows para o jogo foi lançada pela Aspyr Media, em 16 de março de 2007.
A série Top Spin é considerada por alguns como o melhor jogo multiplayer de tênis disponivel no genero de simulação profissional de esportes. Os jogadores podem escolher diversos estilos de jogos incluindo: singles, doubles, exhibition tournaments, career mode e quick play matches. Diversos jogadores profissionais de tenis licenciaram seus direitos de exibição para ser usado no jogo. Existe um total de 24 (12 homens e 12 mulheres) dos principais profissionais de tenis do mundo, disponibilizando estrelas do esporte como , Roger Federer, Andy Roddick, James Blake, Maria Sharapova, Venus Williams, Lindsay Davenport, Amélie Mauresmo e Lleyton Hewitt.

## Jogadores
Existem um total de 24 jogadores:
| Homens - Roger Federer - Andy Roddick - Lleyton Hewitt - Guillermo Coria - Tim Henman - Carlos Moya - Tommy Haas - Max Mirnyi - James Blake - Brendan Evans - Alex Kuznetsov - Sébastien Grosjean | Mulheres - Lindsay Davenport - Maria Sharapova - Amélie Mauresmo - Venus Williams - Anastasia Myskina - Alicia Molik - Svetlana Kuznetsova - Elena Dementieva - Ai Sugiyama - Angela Haynes - Jamea Jackson - Corina Morariu |